# Billy Jones Wildcat Railroad
| Billy Jones Wildcat Railroad                 | Billy Jones Wildcat Railroad |
| -------------------------------------------- | ---------------------------- |
| Dampflok #2 der Billy Jones Wildcat Railroad |                              |
| Streckenverlauf                              |                              |
| Streckenlänge:                               | 3 km                         |
| Spurweite:                                   | 457 mm                       |
|                                              |                              |

Die Billy Jones Wildcat Railroad ist eine Parkeisenbahn im Maßstab 1:3 mit der Spurweite von 18 Zoll (457 mm) im Oak Meadow Park bei der 233 Blossom Hill Road, Los Gatos, Kalifornien. Sie ist nach dem Gründer der Bahn benannt.

## Geschichte
William „Billy“ Jones (* 1884 in Ben Lomond; † 1968) war der Sohn eines Fuhrmanns und fand im Alter von 13 Jahren eine Anstellung als Dampflokreiniger bei der South Pacific Coast Railroad in Boulder Creek, Kalifornien, einer Schmalspurbahn mit einer Spurweite von 3 Fuß (914 mm). Mit 17 Jahren wurde Jones zum Heizer befördert und wurde später Lokführer. Die South Pacific Coast Railroad, die von der Southern Pacific Transportation erworben worden war, wurde 1909 auf Normalspur umgespurt. Jones war einer der ersten, die auf der in San Jose beginnenden Normalspurstrecke fuhren, die schließlich für den Coast Daylight zwischen San Francisco und San Luis Obispo genutzt wurde.
Nach dem Zweiten Weltkrieg war er für die Wiederherstellung der Gov. Stanford genannten Dampflokomotive der Stanford University verantwortlich, die inzwischen im California State Railroad Museum in Sacramento ausgestellt wird.
Jones heiratete Geraldine McGrady, die Lehrerin in Wright's Station südlich von Los Gatos. Das Ehepaar zog nach Los Gatos auf eine 36.000 m² große Pflaumen-Plantage an der Ecke von Daves Avenue und der Straße von Santa Clara nach Los Gatos (heute Winchester Boulevard) um, die „The Ranch“ genannt wird, und bekam dort zwei Söhne, Robert und Neal, und zwei Töchter, Betty und Geraldine.

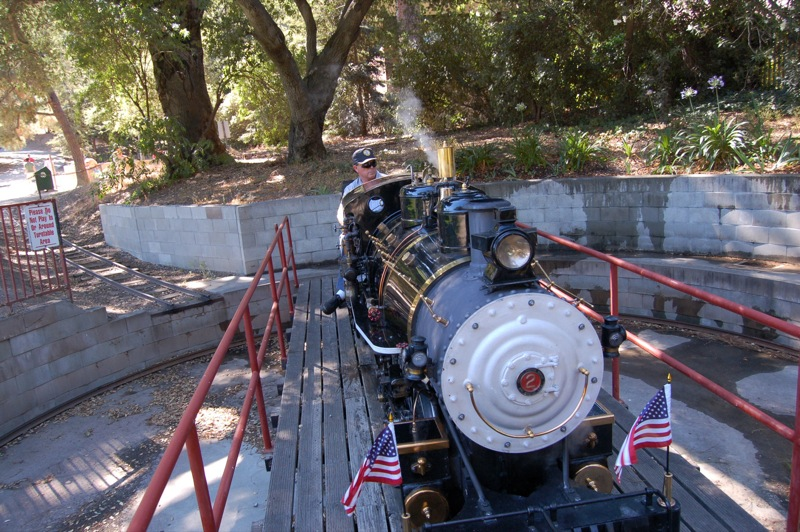
Die 2-spot genannte Dampflok #2

Auf einem Schrottplatz in den Docks von San Francisco fand Jones 1939 zufällig eine Parkeisenbahn-Dampflokomotive mit einer Spurweite von 18 Zoll (457 mm), die 1905 für die Venice Miniature Railway in Venice Beach gebaut worden war. Er kaufte die kleine Dampflok mit dem Spitznamen „2-spot“ für 100 $ und brachte sie auf einer „Wildcat Railroad“ genannten Strecke, die er und seine Freunde auf der Ranch gebaut hatten, wieder zum Laufen.
Seine Söhne Robert und Neal fielen im Zweiten Weltkrieg, und zu ihren Ehren betrieb Jones die Eisenbahn jeden Sonntag für die Nachbarskinder bis zu seinem Tod im Jahr 1968. Die Eisenbahn zog Besucher von nah und fern an, einschließlich Walt Disney, der daran interessiert war, einen Teil von Jones’ Parkeisenbahnsammlung zu kaufen. Die zwei wurden Freunde, und Jones war einer der Lokführer, als Walt Disney am 17. Juli 1955 seine Schmalspurbahn mit einer Spurweite von 3 Fuß (914 mm) im kalifornischen Disneyland in Betrieb nahm. Das Logo der Wildcat Railroad zeigt eine Comic-Wildkatze mit einer Lokführermütze, die von Walt Disneys Trickfilm-Animator Ward Kimball gezeichnet wurde.

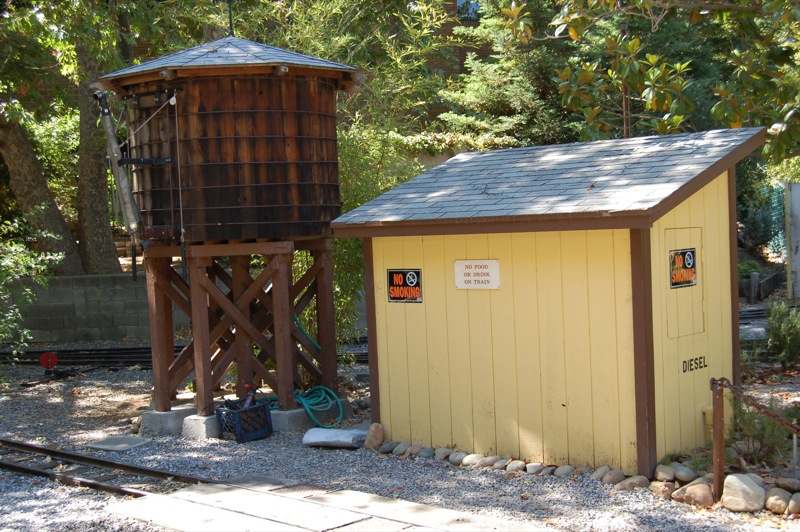
Wasserturm

Jones trat 1949 von der Southern Pacific Company in den Ruhestand. Im Januar 1959 hatte er die Ehre, den letzten Zug aus Los Gatos herauszufahren, bevor die Schienen abgebaut wurden. Er starb im Alter von 83 Jahren 1968 an Leukämie und seine „Wildcat Railroad“ wurde von ortsansässigen Eisenbahnfreunden erworben, die einen gemeinnützigen Verein gründeten (non-profit organization), um sie im Oak Meadow Park in Los Gatos wieder aufzubauen und in Betrieb zu nehmen. Die Bahn wurde nach einer zweijährigen Restaurierungs- und Bauzeit im Juli 1970 für den fahrplanmäßigen Verkehr eröffnet. 1972 wurde über eine 12 m lange Trestle-Brücke eine 2,4 km lange Verlängerung in den benachbarten Vasona Park gebaut. Im Jahr 1992 hatte die Eisenbahn im Durchschnitt mehr als 100.000 Fahrgäste pro Jahr.
Im Jahr 1992 wurde die erste Diesellokomotive erworben. Bis dahin gab es mit der 1939 in San Francisco aufgefundenen Dampflok #2 nur Dampfbetrieb. Der ortsansässige Geschäftsmann und Eisenbahnenthusiast B. Smith erwarb die Diesel-hydraulische Lokomotive brandneu von den Chicago Locomotive Works und vermachte sie ein Jahr vor seinem Tod dem Eisenbahnverein. Im Jahr 1994 musste der Kessel der 2-spot genannten Dampflokomotive generalüberholt werden. Während dieser Zeit wurde die Diesellokomotive #2502 in den Black-Widow-Farben der Southern Pacific die hauptsächlich eingesetzte Lokomotive. Nach einer 10-jährigen Renovierung konnte die 2-spot im Juli 2005 zum 100. Geburtstag der Lokomotive und dem 35. Jahrestag von Billy Jones Wildcat Railroad im Oak Meadow Park und Vasona Park endlich wieder in Betrieb genommen werden.

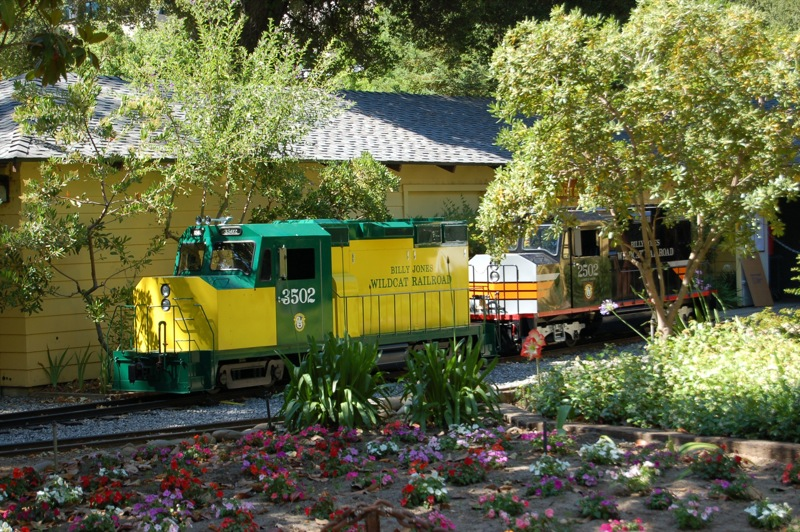
Die Diesellokomotiven #3502 und #2502

Im Jahr 2006 wurde die Diesellok #3502 in den Farben der Chicago and North Western Railway beschafft. Beide Diesellokomotiven werden im Sommer an Werktagen und im Winter und Frühling an Wochenenden eingesetzt. Eine weitere Diesellok #4 wurde 2005 ehrenamtlich von Tom Waterfall im Stil einer Lokomotive der Davenport Locomotive Works gebaut, und wird für Gleis-Wartungsarbeiten eingesetzt. Die renovierte 2-spot wird vom späten Frühling bis Ende Herbst an Wochenenden eingesetzt.
Im Mai 2013 wurde die ölgefeuerte Dampflok #5 mit der Achsfolge 4-6-2 von den Merrick Light Railway Works geliefert, die auch schon die #3502 gebaut hatten. Die 5-spot wird abwechselnd mit der 2-spot betrieben. Die #5 ist baugleich mit der Lok #1919 im Little Amerricka Amusement Park in Marshall, Dane County, Wisconsin.